# Jeffrey de Lange
Pour les articles homonymes, voir de Lange.
Jeffrey de Lange, né le 1er avril 1998 à Amstelveen, est un footballeur néerlandais qui évolue au poste de gardien de but à l'Olympique de Marseille.

## Biographie

### Jeunesse et formation
De Lange naît le 1er avril 1998 à Amstelveen, aux Pays-Bas. Son père, John de Lange, est l'entraîneur des gardiens de l'AFC Amsterdam (en) — une équipe de troisième division néerlandaise. À 7 ans, il quitte son club local, le VV Zwanenburg (nl), pour rejoindre l'Ajax Amsterdam. Avec les jeunes de l'Ajax, il participe à l'UEFA Youth League à deux reprises et gagne l'Eredivisie des moins de 19 ans[réf. nécessaire].

### Carrière en club

#### FC Twente (2017-2022)
Le 14 avril 2017, libre de tout contrat, Jeffrey de Lange rejoint le FC Twente. Le 27 octobre 2020, il dispute son premier match professionnel face à De Graafschap, lors du premier tour de la coupe des Pays-Bas (défaite 3-1).

#### Go Ahead Eagles (2022-2024)
Le 15 juin 2022, Jeffrey de Lange signe un contrat de trois ans avec les Go Ahead Eagles. Il joue son premier match le 7 août face à l'AZ Alkmaar, en Eredivisie. Il commence la saison comme gardien titulaire.

#### Olympique de Marseille (2024-)
Il est transféré à l'Olympique de Marseille, où il s'engage pour trois ans le 8 août 2024. L'indemnité du transfert est estimée à deux millions d'euros. Il porte le numéro 12, laissé vacant depuis le départ de Renan Lodi en janvier 2024.

### Carrière internationale
Le 16 mai 2013, il joue son premier match en sélection avec l'équipe des Pays-Bas des moins de 15 ans contre l'Allemagne (victoire 2-1). Il gravit chaque échelon jusqu'aux moins de 20 ans.

## Statistiques
| Saison                | Club                   | Championnat           | Championnat | Championnat | Coupe(s) nationale(s) | Coupe(s) nationale(s) | Compétition(s) continentale(s) | Compétition(s) continentale(s) | Compétition(s) continentale(s) | Autres compétitions | Autres compétitions | Autres compétitions | Total | Total |
| Saison                | Club                   | Division              | M.          | B.          | M.                    | B.                    | Comp.                          | M.                             | B.                             | Comp.               | M.                  | B.                  | M.    | B.    |
| 2018-2019             | FC Twente              | Eerste Divisie        | 0           | 0           | 0                     | 0                     | -                              | -                              | -                              | -                   | -                   | -                   | 0     | 0     |
| 2019-2020             | FC Twente              | Eredivisie            | 0           | 0           | 0                     | 0                     | -                              | -                              | -                              | -                   | -                   | -                   | 0     | 0     |
| 2020-2021             | FC Twente              | Eredivisie            | 0           | 0           | 1                     | 0                     | -                              | -                              | -                              | -                   | -                   | -                   | 1     | 0     |
| 2021-2022             | FC Twente              | Eredivisie            | 2           | 0           | 0                     | 0                     | -                              | -                              | -                              | -                   | -                   | -                   | 2     | 0     |
| Sous-total            | Sous-total             | Sous-total            | 2           | 0           | 1                     | 0                     | -                              | -                              | -                              | -                   | -                   | -                   | 3     | 0     |
| 2022-2023             | Go Ahead Eagles        | Eredivisie            | 34          | 0           | 2                     | 0                     | -                              | -                              | -                              | -                   | -                   | -                   | 36    | 0     |
| 2023-2024             | Go Ahead Eagles        | Eredivisie            | 34          | 0           | 2                     | 0                     | -                              | -                              | -                              | BR                  | 2                   | 0                   | 38    | 0     |
| 2024-2025             | Go Ahead Eagles        | Eredivisie            | -           | -           | -                     | -                     | C4                             | 2                              | 0                              | -                   | -                   | -                   | 2     | 0     |
| Sous-total            | Sous-total             | Sous-total            | 68          | 0           | 4                     | 0                     | -                              | 2                              | 0                              | -                   | 2                   | 0                   | 76    | 0     |
| 2024-2025             | Olympique de Marseille | Ligue 1               | 0           | 0           | 2                     | 0                     | -                              | -                              | -                              | -                   | -                   | -                   | 2     | 0     |
| Total sur la carrière | Total sur la carrière  | Total sur la carrière | 70          | 0           | 7                     | 0                     | -                              | 2                              | 0                              | -                   | 2                   | 0                   | 81    | 0     |

## Palmarès

### En club
| FC Twente (1)                            |
| ---------------------------------------- |
| - Eerste Divisie (1) : - Champion : 2019 |